# ß

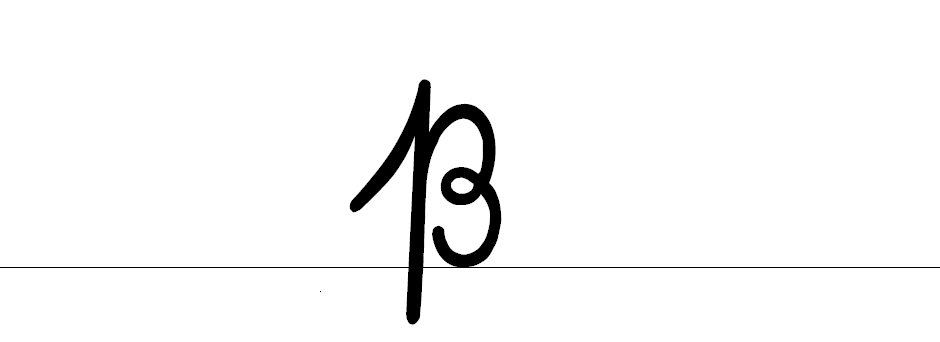
ジュッターリーン体

ßはエスツェット（eszett [ɛsˈt͡sɛt]）またはシャーフェス・エス（scharfes S [ʃaɐfəs ˈɛs]：鋭いS）と呼ばれ、ドイツ語の正書法でラテン文字（アルファベット）に加えて使われる文字である。元来は小文字だけであるが、2017年以降は正式に大文字も使われている。スイスではこの文字を使わず、代わりに「ss」と綴る。

## 概要
この文字は合字（リガチャ）のひとつである。スイスを除き、エスツェットはドイツ語の正書法において固有の機能を持つ文字であり、s の無声音 /s/ を表すために用いられる。
一般には ß は、同じく s の無声音 /s/ を表す ss とほぼ等価であり、ss を1文字で書いたものとされる。辞書では ss の位置に置かれる。また、英文タイプライターなどで ß が表示できないときも ss と代用表記することになっている。正書法で ß を用いるのは、次のような場合である。
- 長母音の後 - ドイツ語の正書法では、長母音の後には子音字を1つ、短母音の後には子音字を複数置くという原則がある。このため、長母音の後には ss を置くことができず、一方で単独の s は母音の前では有声の /z/ を表すため、ß を用いる。
- 語末 - 旧正書法では、語末の /s/ には、s と ß の2つの綴りがあり、単語によって書き分けられた。例えば同音異義語の das と daß がそうだった。1996年の新正書法では、短母音の後の ß は ss と綴るようになったので、前記の語は das と dass になった。

新正書法では ß が使えないときの置き換えには常に ss が用いられるよう規定された。旧正書法では sz もまた認められる置き換えであった。旧東ドイツ政府においても sz を認めようとする動きがあった。
語全体を大文字で書くときは SS と書くが、ß を大文字として使うか、Unicodeに登録されている ẞ（ßの大文字）を使うことも散見される。固有名詞などは混同を避けるため ß をそのまま用いる。例えば姓の Weiss と Weiß を大文字で書くときは、それぞれ WEISS, WEIß, WEIẞ になる。
2017年、ドイツ正書法協議会（Rat für deutsche Rechtschreibung）は、ついに大文字の ß（ẞ）をドイツ語の正書法に採用し、正書法をめぐる論争に終止符を打った。「Straße」という言葉を全部大文字で書く場合、従来通り「STRASSE」と書いても、大文字を用いて「STRAẞE」と書いても、どちらも正しい。
この極めてドイツ的な合字の形を適切に決めるための議論が、今もなお続いていることは、新しいタイポグラフィーデザインに示されている。

## 起源
エスツェットのタイポグラフィには大別して3つあり、ſ（長いsと呼ばれ、f に似ているが、横棒が右に突き出さない）と普通の s の合字、ドイツ文字のſ（エス）とz（ツェット、ドイツ文字の z は筆記体の z と似ている。下記画像参照）の合字の、二系統がある。現在ラテン字母とともに使われる文字形は ſs の合字に由来する。また、「エスツェット」の名称は後者に由来する。

## 大文字

大文字

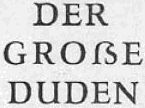
1957年ライプツィヒ出版のドゥーデン辞書の表紙

ドイツ語には「ß」で始まる単語はないので、基本的には大文字の必要はないが、ある題名を強調する際に全文を大文字で書かなければいけないような場合もある。そのため19世紀後半に大文字「ẞ」の使用が提唱されるようになったものの、すぐに普及することはなく、もっぱら「SS」などで代用表記された。
ただし単語によっては「SS」で書くと、正しい単語を示せない可能性がある。例えば「MASSE」が「Masse（塊、群衆）」と書かれているのか、「Maße（大きさ、範囲）」と書かれているのかがどっちつかずとなってしまう。
このため長らく議論が続いていたが、21世紀初頭に再び大文字「ẞ」の使用を求める声が高まり、2008年に登場したUnicode 5.1では大文字「ẞ」が登録され、対応したコンピューターとフォントがあれば出力することができるようになった。
2016年にはドイツ語正書法審議会が大文字「ẞ」を正式に取り入れることを決め、2017年に新たな正書法が公布された。代用表記である「SS」も引き続き利用することができるとされ、今日では「SS」と「ẞ」は等価でどちらの表記も正しいものとされる。

## 備考
ギリシャ文字のΒ（ベータ）の小文字「β」と似ているが、全く別の文字である。情報処理機器等の扱える文字に ß がない場合に便宜的に「β」で代用することがあるが、ドイツ語では「ss」で代用することが常に推奨される。
大文字はUnicodeに U+1E9E として収録されている。コードチャートのグリフは「ẞ」となっているが、フォントや環境によっては「SS」という表示になることがある。

## 符号位置
| 大文字 | Unicode | JIS X 0213 | 文字参照         | 小文字 | Unicode | JIS X 0213 | 文字参照              | 備考 |
| ------ | ------- | ---------- | ---------------- | ------ | ------- | ---------- | --------------------- | ---- |
| ẞ      | U+1E9E  | -          | &#7838; &#x1E9E; | ß      | U+00DF  | 1-9-53     | &szlig; &#223; &#xDF; |      |